# Agustín R. Bonnat
Agustín Rodríguez Bonnat (1873-1925) fue un escritor y crítico español.

## Biografía
Nacido en Madrid en 1873, participó en publicaciones periódicas de la época como El Globo, La Correspondencia de España, Blanco y Negro y La Acción. Bonnat, también conocido como «Tinito», falleció en Madrid el 22 de noviembre de 1925, tras sufrir un ataque de hemiplejia. A lo largo de su carrera escribió relatos cortos, además de cultivar otras actividades como la crítica musical y taurina. Edmundo González-Blanco le describía en un artículo necrológico en las páginas de La Esfera como «el escritor festivo por excelencia».